# J. Paul Getty
Jean Paul Getty dit J. Paul Getty, né le 15 décembre 1892 à Minneapolis et mort le 6 juin 1976 à Sutton Place (en), Guildford (comté de Surrey), est un industriel américain multimilliardaire, qui créa la Getty Oil Company en 1942 et le J. Paul Getty Trust, l'une des plus importantes fondations culturelles au monde, en 1953. En 1957, le magazine Fortune le nomme l'homme vivant américain le plus riche. En 1966, le Livre Guinness des records le nomme personne privée la plus riche au monde avec une richesse estimée à 1,2 milliard de dollars (approximativement 7,2 milliards de dollars en 2018). Au moment de sa mort, sa fortune est estimée à 6 milliards de dollars (approximativement 21 milliards de dollars en 2018). Un livre publié en 1996 le classe à la 67e place des Américains les plus riches de tous les temps basé sur sa richesse comparée au produit intérieur brut des États-Unis.
En dépit de sa grande richesse, Getty est tristement célèbre pour son avarice, notamment lors des négociations sur la rançon concernant l'enlèvement de son petit-fils en Italie en 1973. Getty est aussi un avide collectionneur d'œuvres d'art et d'antiquités. Sa collection a servi de base à la constitution du J. Paul Getty Museum à Los Angeles en Californie et plus de 661 millions de dollars de son héritage sont donnés à son musée après sa mort. Il crée le Trust J. Paul Getty. Le Trust est l'institution d'art la plus riche au monde et dirige le J. Paul Getty Museum Complexes : The Getty Center, The Getty Villa et The Getty Foundation, The Getty Research Institute et The Getty Conservation Institute.

## Biographie

### Jeunesse et formation
Né à Minneapolis, Jean Paul Getty est le fils de Sarah Catherine McPherson Risher et de George Franklin Getty (1855-1930), qui démarre une activité d'entrepreneur en pétrole en 1904. Sa première société, la Minnehoma Oil Company, devient en moins de dix ans très rentable : la famille s'installe dans les quartiers huppés de Los Angeles. Jean Paul intègre la University of Southern California, puis Berkeley. En 1913, il obtient un diplôme d'économie et de sciences politiques à l'université d'Oxford, en tant qu'étudiant étranger. 

### Carrière

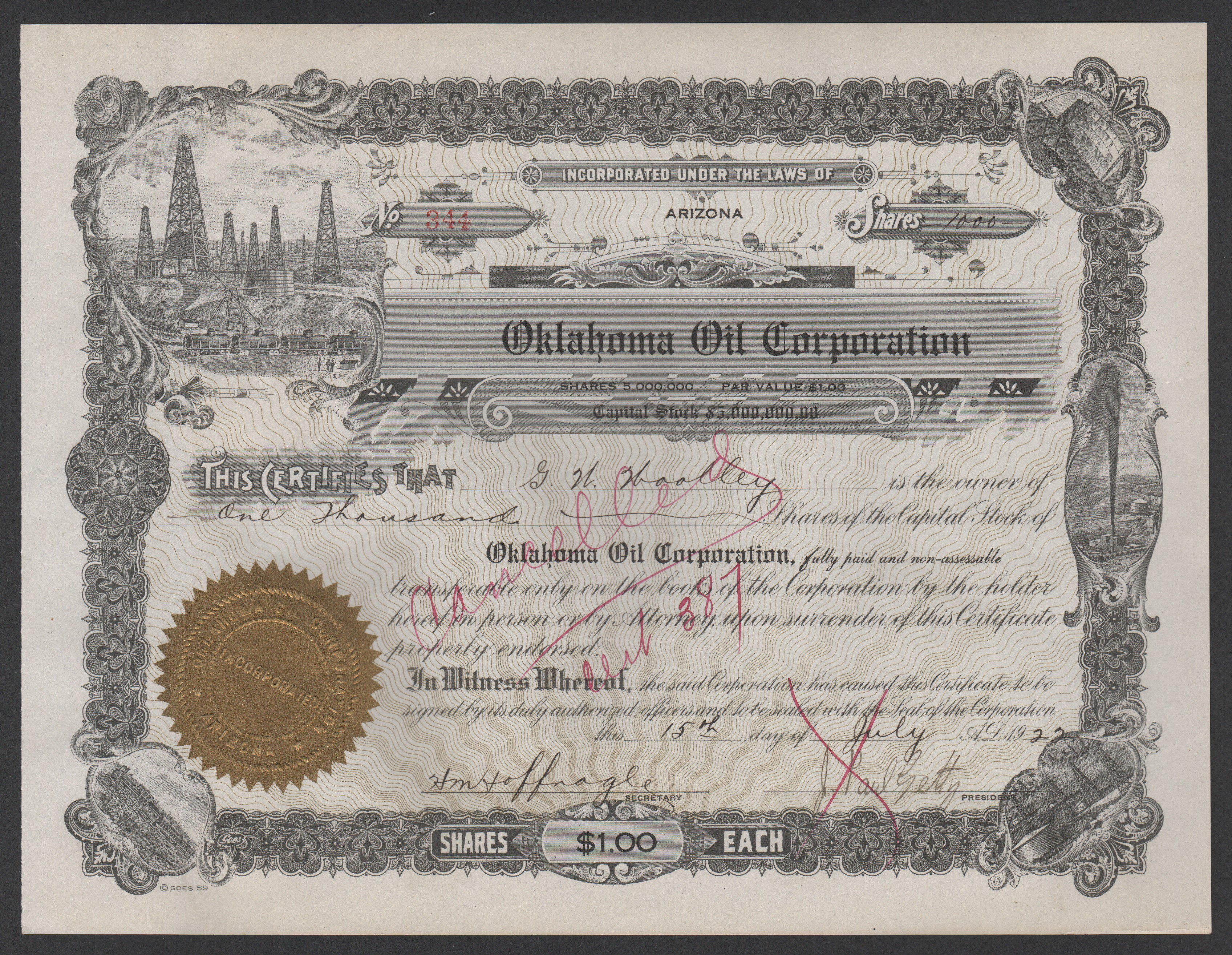
Action de l'Oklahoma Oil Corp. en date du 15 juillet 1922, signé par le président J. Paul Getty

À l'automne 1914, George Getty donne 10 000 dollars à son fils pour investir dans le forage de champs pétroliers dans l'Oklahoma. Le premier lot qu'il achète, le Nancy Taylor No. 1 Oil Well Site dans le comté de Haskell, est crucial pour le début de son succès dans les affaires. L'exploitation du puits de pétrole, d'août 1915 jusqu'à l'été suivant, procure des royalties provenant de l'augmentation de 40 % de la production nette. En juin 1916, J. Paul réalise son premier million quand son père et lui fondent la Getty Oil Company.
Jean Paul possède sa propre compagnie, basée à Tulsa. Homme d'affaires rude, il fait forer ses premiers puits, ce qui lui vaut le surnom d'« Oklahoma crude » (la « brute d'Oklahoma »). En 1917, il décide de se retirer des affaires et de vivre de ses rentes du côté de Los Angeles : son père n'approuve pas son style de vie, aussi retourne-t-il au monde des affaires en 1919. Durant les années 1920, il multiplie sa fortune par trois, mais essuie plusieurs divorces. En 1930, son père lui laisse un demi-million de dollars sur une fortune estimée à plus de dix millions. George Getty l'écarte de fait de la Getty Oil Company mais Jean Paul Getty finit par gérer la holding. En effet, durant la Grande Dépression, il acquiert nombre de concurrents comme la Pacific Western Oil Corporation et la Mission Corporation.
En 1949, il paye en liquide, au roi d'Arabie saoudite Ibn Saoud, la somme de 9,5 millions de dollars, plus un million par an (pour une période de 60 ans), le droit d'exploiter les champs pétrolifères situés sur la frontière entre le royaume saoudien et le Koweït. Durant quatre ans, les forages s'avèrent stériles et engloutissent la somme de 30 millions quand, en 1953, le pétrole se met enfin à jaillir, atteignant en quelques années le pic de 16 millions de barils par an. Il apprend l'arabe pour mieux gérer ses affaires au Moyen-Orient. 
En 1957, le magazine Fortune l'élit l'Américain le plus riche : à cette époque, il est sans doute l'un des tout premiers milliardaires en dollars. Dans les années 1960, il fonde Getty Oil, puis une holding comprenant des dizaines de branches d'activité et d'investissement dont l’hôtellerie de luxe (The Pierre à Manhattan) et la télévision. 

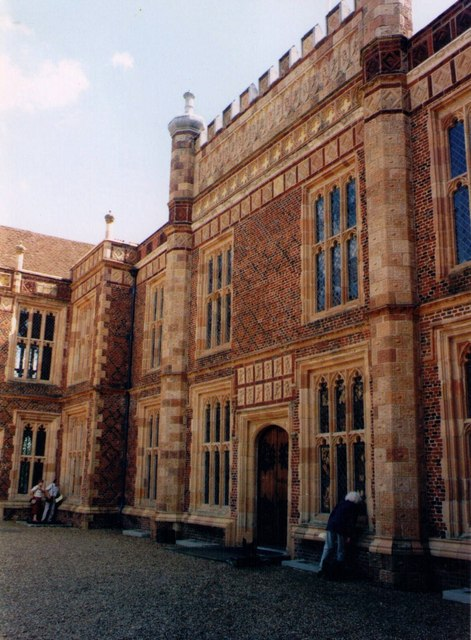
Façade d'entrée du château de Sutton Place.

Il s'installe définitivement dans la banlieue de Londres au milieu des années 1950, ayant acquis le château de Sutton Place, datant du XVIe siècle, et qui comprend 72 pièces. Il y reçoit aussi les plus hauts dignitaires du Moyen-Orient : jusqu'en 1976, Sutton Place est officieusement le siège de la Getty Oil Company. Il y entrepose une partie de sa collection de tableaux et d’œuvres d'art qui est considérable : entre 1954 et 1974, les plus belles pièces de sa collection d'antiquités sont transférées à la Villa Getty, à Pacific Palisades (Los Angeles), qui est ensuite ouverte au public.

### Collection d'art
Getty achète ses premières œuvres à la fin des années 1930, alors qu'il prend son inspiration d'intérieurs et de peintures français datant du XVIIIe siècle appartenant à l'ancien propriétaire de son penthouse new-yorkais, Amy Guest, une relation de Sir Winston Churchill. Grand passionné de la France du XVIIIe siècle, Getty commence à acheter des meubles de cette période à prix réduit à cause de la crise du marché de l'art. Il écrit plusieurs livres sur sa collection, incluant L'Europe et la France du XVIIIe siècle en 1949, Collector's Choice: The Chronicles of an Artistic Odyssey through Europe en 1955 et The Joy of Collecting en 1965.
Son avarice limitait la portée de ses collections, car il refusait de payer le plein prix. Penelope Kitson, la dernière compagne de Getty, déclare : « Paul était vraiment trop radin pour s'autoriser d'acheter un superbe tableau. » Néanmoins, au moment de son décès, il possédait plus de 600 objets d’une valeur supérieure à 4 millions de dollars, dont des peintures de Rubens, Titien, Gainsborough, Renoir, Le Tintoret, Degas et Monet. Au cours des années 1950, l'intérêt de Getty s'est porté vers la sculpture gréco-romaine, qui a conduit à la construction de la villa Getty dans les années 1970 pour abriter sa collection. Ces objets ont été transférés au Getty Museum et à la Getty Villa à Los Angeles après sa mort.

### Enlèvement de son petit-fils John Paul Getty III
J. Paul Getty est également associé à un fait divers dramatique, survenu en 1973 : son petit-fils John Paul Getty III, qui résidait en Italie, est enlevé par la 'Ndrangheta, qui réclame 17 millions de dollars. Getty refuse dans un premier temps de payer la rançon, jugeant que cela risquerait d'inciter des malfaiteurs à enlever ses autres descendants. Après que son petit-fils a eu l'oreille coupée par ses ravisseurs, Getty finit par accepter de payer une rançon de 3 millions de dollars : sur cette somme, 2,2 millions sont déductibles des impôts. Il fournit les 800 000 dollars restants sous la forme d'un prêt remboursable par son fils avec 4 % d'intérêts.
Il laisse une fortune personnelle estimée à plus de 2 milliards de dollars, gérée depuis par le J. Paul Getty Trust.

## Descendance
- George Franklin Getty II (1924–1973), fils aîné de J. Paul, devint l'un des patrons de la Getty Oil Company.
- Jean Ronald Getty, (1929-2009) de sa troisième femme, Adolphine Helmle.
- Sir John Paul Getty II (1932–2003), dont :
  - John Paul Getty III, fils du précédent ;
    - Balthazar Getty, fils du précédent, acteur.
- Gordon Peter Getty (né en 1934), père de sept enfants.
- Timothy Ware Getty (1946–1958).

## Dans la fiction
Il est incarné par Christopher Plummer (après que Kevin Spacey, soupçonné de différents abus sexuels, a été écarté du film, toutes ses scènes ayant dès lors été retournées) dans le film américain Tout l'argent du monde (2017) et par Donald Sutherland dans la première saison de la série télévisée américaine Trust (2018). Ces deux productions racontent l'histoire de l'enlèvement de son petit-fils.